# Валуйский Успенский Николаевский монастырь
Валуйский Успенский Николаевский мужской монастырь — мужской православный монастырь близ города Валуйки Воронежской губернии (Белгородской области). В разные времена имел названия: Валуйскаго города Успенья Пресвятыя Богородицы и Чудотворца Николы Пристанский монастырь, Валуйский Пристанский в честь Успения Божией Матери монастырь, Николы Чудотворца Пристанский монастырь, Пристанский монастырь на Валуйке, Валуйский Успенский монастырь.

## Предания

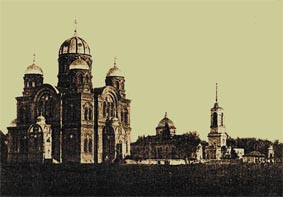
Валуйский Успенский Николаевский монастырь (конец XIX века)

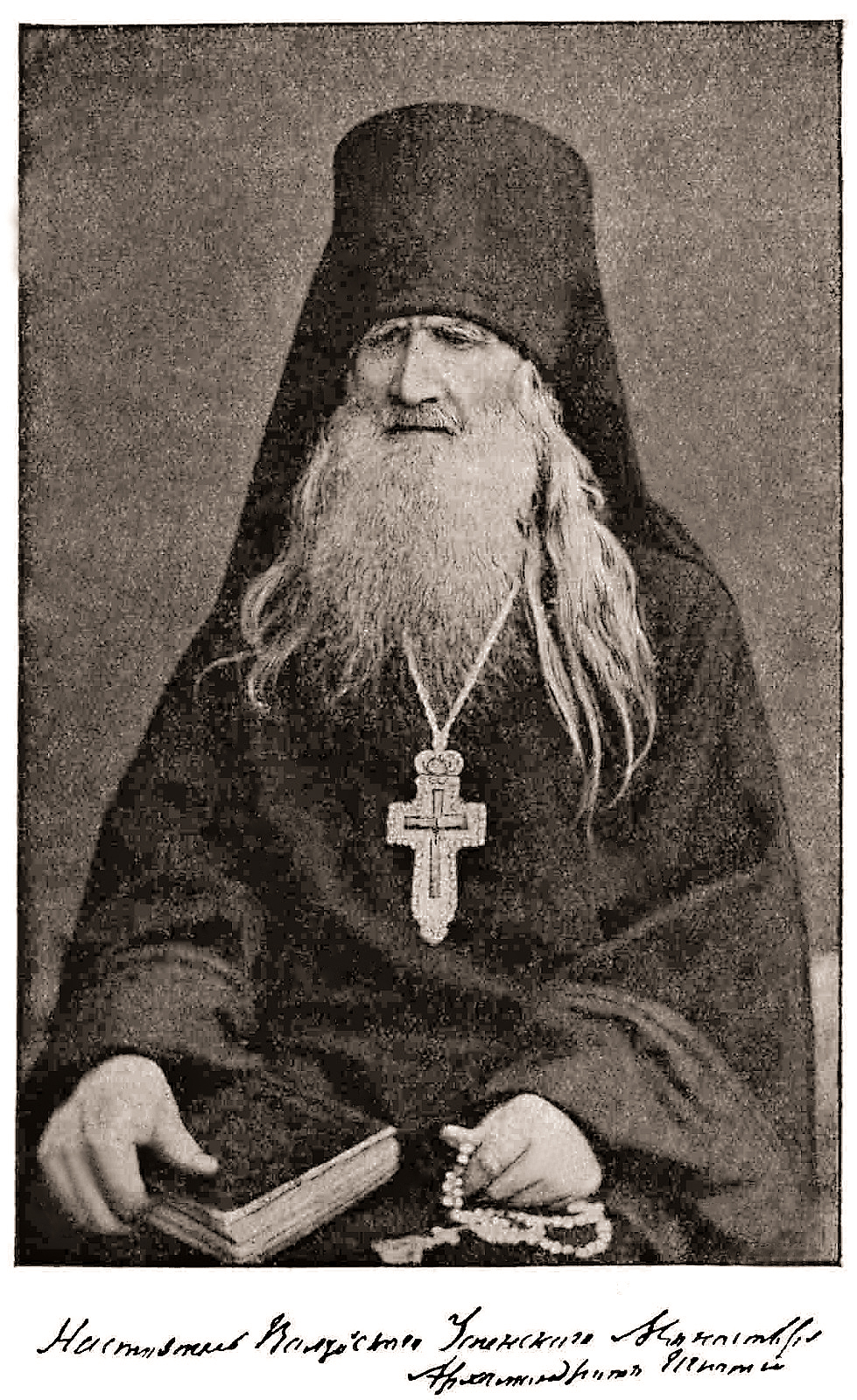
Настоятель Валуйского Успенского монастыря Архимандрит Игнатий.

Основание монастыря относят к концу XVI веку. По преданию, на берегу реки Валуй была найдена икона святителя Николая, которую дважды пытались принести в церковь в Валуйки, но она чудесным образом каждый раз оказывалась на прежнем месте. На месте обретения иконы была построена пустынь, которая в дальнейшем и была преобразована в монастырь.

## История

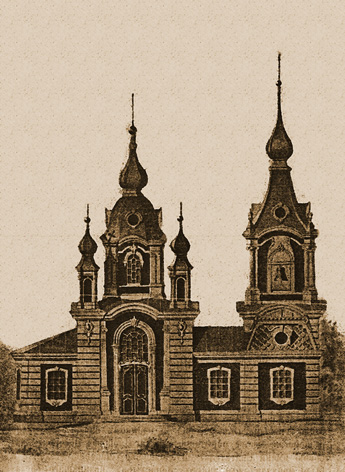
Преображенская церковь, расположенная у входа в подземный комплекс

В начале XVII века, в смутные времена, находящиеся на месте нынешнего монастыря постройки были полностью разорены. Первым письменным упоминанием о монастыре является указ о начале восстановления царя Михаила Фёдоровича, датированный 1613 годом.
В 1624 году по царскому указу монастырь получил земли под пашню и другие надобности. Однако на протяжении XVII века монастырь продолжал подвергаться разграблению со стороны литовских отрядов и разбойников, продолжая получать помощь на восстановление. В это же время был возведён Успенский храм.
Монастырь был одним из беднейших; в Воронежской епархии до 1764 года он был единственным, не имевшим своих вотчин и крестьян. Основной доход монастыря составляли пожертвования паломников, притекавших к чудотворной иконе Святителя Николая.
В 1766 году, после реформ Екатерины II, монастырь теряет все свои земли и почти всё имущество, становится заштатным, братии остаётся всего несколько человек, пополнение её идёт в основном за счёт переведённых в обитель провинившихся монахов из других монастырей. От закрытия Валуйский монастырь спасёт все та же чудотворная икона Святителя Николая, ставшая известной многочисленными исцелениями и знамениями.
В конце XVIII века на пожертвования и при содействии городских властей монастырь обновляется и обустраивается. В 1794 году строится трапезная церковь, ведётся реконструкция Успенского храма, сильно обветшавшего к тому времени, которая заканчивается в 1808 году, к этому же году заканчивается строительство настоятельских келий.
В 1810-1820-х годах возводится первое в монастыре каменное сооружение — двухэтажный Успенский собор. В 1829 году строителем Валуйского Успенского Николаевского монастыря был назначен Иннокентий (Покровский), который проработал в этой должности два года.
В 1839 году освещена колокольня, начато строительство храма во имя иконы Божией Матери «Троеручица». В 1906 году закладывается Свято-Николаевский собор, открытие которого состоялось в 1913 году, приуроченное к 300-летию дома Романовых. Храм был освящён архиепископом Воронежским и Задонским Тихоном в присутствии губернатора С. И. Голикова. В начале XIX века вокруг монастыря возводится каменная ограда.
К 1916 году в монастыре действуют Успенский, Никольский и Преображенский храмы, трапезная церковь, сапожная, портняжная, столярная, кузнечная, слесарная мастерские, паровая мельница, живописная мастерская, свечной завод. Около монастыря разбиты два сада, имеется огороды и своя пасека. Проживает около 100 насельников.
После Февральской и Октябрьской революции на монастырь и братию начинаются гонения. В 1917 году, при Временном правительстве, в Валуйском монастыре проводятся обыски, арестовывают настоятеля. В 1918 году на основании мандата Валуйского исполкома монастырь передаёт властям все имеющиеся в наличии денежные средства. В 1924 году по постановлению советской власти монастырь закрывают. В 1935 году на территории монастыря разместили колонию для несовершеннолетних. В Свято-Николаевском соборе организуют литейный цех.
Чудотворная икона Святителя Николая на данный момент считается утерянной, её местонахождение неизвестно.

## Пещерный скит

### Предания
По преданию, на территории города Валуйки находились славянские поселения. Во время набегов половцев и печенегов славяне прятались в пещерах, которые были вырыты по благословению Андрея Первозванного. Считается, что именно в этих пещерах и создан скит. Однако, спелеологические исследования, проведённые в конце XX века, показали, что пещеры в Белгородской области имеют естественное происхождение.

### История строительства
В 1897 году, для уединения монахов-отшельников, было решено организовать скит за пределами монастыря. Изначально был построен деревянный дом, но в дальнейшем было решено построить пещерный комплекс в меловых пещерах в километре от монастыря за рекой Оскол. Строительство началось в 1890 году, в основном на пожертвования прихожан. Работы велись как силами самой монастырской братии, так и с привлечением наиболее доверенных людей из местных жителей. Пещеры были расширены и укреплены, так же в них был создан храм во имя священномученика Игнатия Богоносца (общая длина коридоров составила 640 метров, высота проходов до 3 метров и шириной до метра, храм 8 на 9 метров и 5,5 метров в высоту). Официально открытие пещерного комплекса и освящение храма состоялось в 1914 году. На вершине горы, над пещерным скитом была воздвигнута деревянная церковь во имя Преображения Господня, которую освятили в 1916 году.
После революции, в пещерах скита прятались махновцы, в начале Великой Отечественной войны — дезертиры и беглые заключенные. За это время пещеры скита несколько раз взрывали, а после войны в них уничтожали боеприпасы. Храм Преображения Господня был сожжён в 1917 году.

## Восстановление монастыря
Началом возрождения можно считать 2001 год, когда Министерство юстиции РФ согласилось передать Белгородской и Старооскольской епархии РПЦ сохранившиеся постройки Валуйского монастыря. В 2005 году начато строительство храма Игнатия Богоносца и реставрация пещерного скита. Освещение храма состоялось в 2007 году. В скит проводятся экскурсии. С октября 2007 года проводятся работы по восстановлению Никольского храма. Его освящение состоялось в августе 2009 года. По состоянию на 5 апреля 2019 года, Росимущество рассматривает возможность частичного высвобождения объектов монастыря структурами ФСИН.